# Olivia Hussey

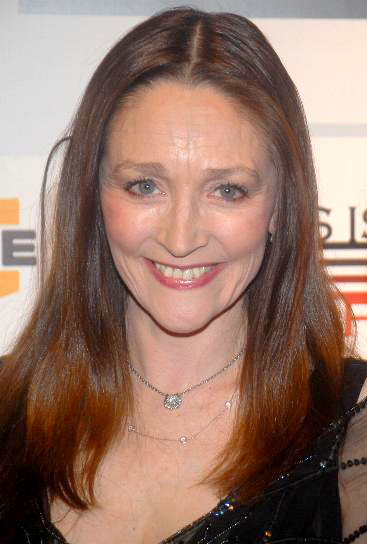
Olivia Hussey (2008)

Olivia Hussey (* 17. April 1951 als Olivia Osuna in Buenos Aires, Argentinien; † 27. Dezember 2024 in Burbank, Kalifornien) war eine britische Schauspielerin. Sie wurde 1968 durch ihre Darstellung der Julia in Franco Zeffirellis Shakespeare-Verfilmung Romeo und Julia bekannt, für die sie mit dem Golden Globe als beste Nachwuchsdarstellerin ausgezeichnet wurde. Ihr filmisches Schaffen umfasste mehr als 50 Film- und Fernsehproduktionen.

## Leben und Karriere
Ihre Eltern ließen sich scheiden, als sie zwei Jahre alt war. Osuna ist der Name ihres Vaters, der unter dem Namen Osvaldo Ribó als Tangosänger auftrat, Hussey der Geburtsname ihrer Mutter Alma Joy Hussey, den sie als Künstlernamen annahm. Im Alter von sieben Jahren zog sie mit ihrer Mutter und ihrem jüngeren Bruder nach England, wo sie die Schauspielschule Italia Conti Academy of Theatre Arts in London besuchte.
Als sie in London neben Vanessa Redgrave in einer Theateradaption von Die Blütezeit der Miss Jean Brodie spielte, wurde sie von dem italienischen Regisseur Franco Zeffirelli für den Film entdeckt. Er besetzte sie als Julia in seiner Verfilmung der Shakespeare-Tragödie Romeo und Julia. Bei den Dreharbeiten war Hussey erst 15 Jahre alt und damit deutlich jünger als die meisten Julia-Darstellerinnen in anderen Verfilmungen, entsprach dadurch aber eher Julias Alter von 13 Jahren in Shakespeares Vorlage. Die Verfilmung wurde zu einem internationalen Erfolg und wurde mit zwei Oscars, drei Golden Globe Awards und fünf Nastro d’Argentos ausgezeichnet. Auch Hussey wurde mit einem Golden Globe als beste Nachwuchsdarstellerin bedacht.
Nach diesem Erfolg spielte Hussey in den 1970er-Jahren in einer Reihe bekannter Filme, allerdings ohne zu einem großen Hollywood-Star zu werden. Der aufwendige Musicalfilm Der verlorene Horizont mit ihr in einer größeren Nebenrolle geriet 1973 zu einem Flop. Im Folgejahr wirkte sie unter der Regie von Bob Clark als Hauptdarstellerin in dem kanadischen Horrorfilm Jessy – Die Treppe in den Tod (1974) mit. In der ebenfalls von Zeffirelli inszenierten Fernseh-Miniserie Jesus von Nazareth verkörperte sie 1977 Jesu Mutter Maria. 1978 gehörte sie zur Starbesetzung der Agatha-Christie-Verfilmung Tod auf dem Nil.
In den 1980er-Jahren schwankte ihre Karriere zwischen B-Movies und aufwendigeren Fernsehproduktionen wie Ivanhoe und Die letzten Tage von Pompeji. 1990 wirkte sie neben Anthony Perkins im Horrorfilm Psycho IV – The Beginning als Norma Bates mit. 1991 war Hussey als Audra Denbrough in Stephen Kings Es zu sehen, der Verfilmung von Stephen Kings gleichnamigem Roman als Fernseh-Miniserie. Im neuen Jahrtausend war Hussey vorrangig in weniger beachteten B-Movies und Independentfilmen zu sehen. Ihr letzter Film Social Suicide erschien 2015, insgesamt umfasst ihr filmisches Schaffen mehr als 50 Film- und Fernsehproduktionen.

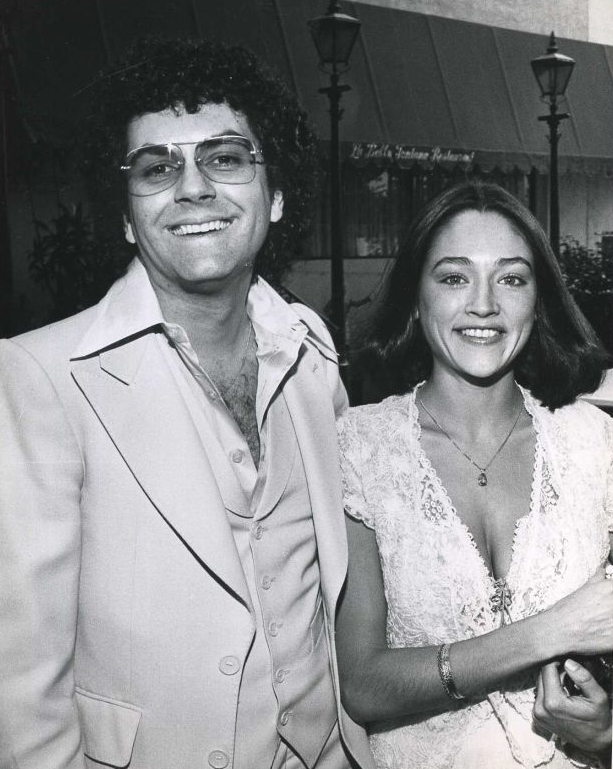
Olivia Hussey und der Kostümbildner Jean-Pierre Dorléac (um 1978, wahrscheinlich im Zusammenhang mit dem TV-Film The Bastard).

Im Januar 2023 verklagte sie gemeinsam mit Romeo-Darsteller Leonard Whiting das Filmstudio Paramount Pictures auf mehr als 500 Millionen US-Dollar, weil sie 1968 in Romeo und Julia in einer Nacktszene aufgetreten waren, als sie noch minderjährig waren. Hussey hatte dieselbe Nacktszene 2018 in einem Interview mit dem Variety als „geschmackvoll“ bezeichnet. Die Klage wurde im Mai 2023 abgewiesen.

## Privatleben
Von 1971 bis 1978 war sie mit dem Schauspieler Dean Paul Martin, Sohn von Dean Martin, verheiratet, der 1987 bei einem Flugzeugunglück ums Leben kam. Noch im Jahr ihrer Scheidung heiratete sie den Musiker Paul Ryan, diese Ehe hielt nur kurz. Aus beiden Ehen ging ein Kind hervor.
Von 1980 bis 1987 dauerte ihre dritte Ehe mit dem japanischen Sänger Akira Fuse, mit dem sie einen 1983 geborenen Sohn hat. Ab 1991 war sie mit dem Musiker und Schauspieler David Glen Eisley verheiratet; ihre gemeinsame Tochter India ist ebenfalls Schauspielerin.
Olivia Hussey lebte in der Nähe von Los Angeles. Sie starb dort im Dezember 2024 im Alter von 73 Jahren an den Folgen einer Brustkrebserkrankung.

## Filmografie (Auswahl)
- 1965: Kampf in der Villa Fiorita (The Battle of the Villa Fiorita)
- 1968: Romeo und Julia (Romeo and Juliet)
- 1971: H-Bomb – Der Tag des Infernos (Dtàt lìam pét)
- 1971: All the Right Noises
- 1973: Der verlorene Horizont (Lost Horizon)
- 1974: Jessy – Die Treppe in den Tod (Black Christmas)
- 1977: Jesus von Nazareth (Gesù di Nazareth, Fernseh-Miniserie)
- 1978: Tod auf dem Nil (Death on the Nile)
- 1978: Der Pirat (The Pirate, Fernsehfilm)
- 1979: Die Katze und der Kanarienvogel (The Cat and the Canary)
- 1980: Sam Marlow, Privatdetektiv (The Man with Bogart’s Face)
- 1980: Overkill – Durch die Hölle zur Ewigkeit (Fukkatsu no hi)
- 1981: Insel der Verdammten (Turkey Shoot)
- 1982: Ivanhoe (Fernsehfilm)
- 1984: Die letzten Tage von Pompeji (The Last Days of Pompeii, Miniserie)
- 1985: Mord ist ihr Hobby (Fernsehserie, Folge Das Ende einer Karriere (Sing a Song of Murder))
- 1987: Der Tod kommt auf sechs Beinen (Distortions)
- 1988: Der Laden des Goldschmieds (La bottega dell’orefice)
- 1990: Psycho IV – The Beginning (Fernsehfilm)
- 1990: Stephen Kings Es (It; Fernseh-Zweiteiler)
- 1994: Sklave des Verlangens (Save Me)
- 1994: Wildes Land – Die Serie (Lonesome Dove: The Series, Miniserie)
- 1995: Ice Cream Man
- 1996: Ein tödlicher Coup (Dead Man’s Island, Fernsehfilm)
- 1997: Das Leben und Ich (Boy Meets World, Fernsehserie, Folge 4x17)
- 1998: Blumen des Bösen (The Gardener)
- 1999: Maura – Sexuelle Fantasien (Shame, Shame, Shame)
- 2000: El grito
- 2001: Island Prey
- 2003: Madre Teresa (Fernsehfilm)
- 2005: Headspace
- 2006: Seven Days of Grace
- 2007: Tortilla Heaven
- 2008: Three Priests
- 2008: Chinaman’s Chance: America’s Other Slaves
- 2015: Social Suicide